# 807

## أحداث

### الإمبراطورية البيزنطية
- الإمبراطور نقفور الأول اضطر ليحقق السلام دفع 50000 قطعة نقدية للخليفة هارون الرشيد ويوافق علي دفع جزية سنوية. و وعد نقفور بإعادة بناء الحصون المدمرة. وبالمقابل سحب الرشيد قواته من مختلف الحصارات وتخلي عن الأراضي البيزنطية .

### أوروبا
- الأندلس - انتفاضة في مدينة ماردة ضد الدولة الأموية في الأندلس.